# 三磷酸阿糖胞苷
三磷酸阿糖胞苷（英語：Arabinofuranosylcytosine triphosphate）是一种抑制DNA合成的核苷酸。它是阿糖胞苷的生物活性形式。